# 雅克弟兄
《雅克弟兄》（法語：Frère Jacques，法語發音：[fʁɛʁ ʒɑk]或更普遍的为[fʁɛʁə ʒɑkə]）是一首法国民间轮唱歌曲，可以單以本來的曲調或者不停的四部轮唱的方式演繹。这首歌拥有诸多语言版本的填词及名称，其德语版本叫做《马丁兄弟》，英语版本叫做《约翰兄弟》，其版叫做《兩隻老虎》，粵語版叫做《打開蚊帳》。
这首歌曲有许多改编。奥地利作曲家马勒在其1888年发布的处女作《第一號交响曲》中将这首歌改编为小调式的，以作为第三乐章丧葬进行曲的主题。 第一次国共合作期间，这首歌被重新填词为《打倒军阀》作为战歌，随着北伐战争传唱全中国。

## 法文版本

### 歌曲概况
这首歌是关于一个僧侣敲钟叫马丁的职责：雅克弟兄显然是睡过头了，是摇铃叫马丁的时候了，于是有人用这首歌把他吵醒了。
| Frère Jacques Frère Jacques, Dormez-vous? Sonnez les matines! Ding, dang, dong. | （中文翻譯） 雅克弟兄， 您在睡覺嗎？ 快去敲做日课的鐘！ 快去敲做日课的鐘！ 叮，叮，鐺。 |

### 歌曲的出处
有学者称这首歌和17世纪专治结石的外科医生雅克·比尤利神父有关，而另有学者进一步调查表示未发现支持这一说法的证据。亦有人认为这首歌最早是用来嘲讽犹太人、新教徒或马丁·路德。还有人认为这首歌是用来嘲笑道明會之懒惰。理查德·格雷格评论科兹马·普鲁特科夫的书时指出，《雅克弟兄》出自一首关于“神父西奥菲尔”的俄罗斯宗教歌曲。

### 出版记录
乐谱收藏家詹姆斯·富尔德（英語：James Fuld）说这首曲子于1811年首次出版，歌词和音乐于1869年一起在巴黎出版。而1825年的一本书中提及了这首歌的歌词，并以唱名描述了旋律，未给出乐谱。这首歌的歌词和音乐一起出现在夏尔·勒布所著的《儿童娱乐：面向儿童的游戏圆舞曲及游戏歌舞小调合集，附流畅钢琴伴奏》一书中，此书于1860年在巴黎出版。

## 衍生版本

### 欧美各国
《雅克弟兄》在歐洲廣為流傳，而各種語言的翻譯大都跟法文原文的意思相近。各國的譯詞間的差異，大多在修士的名字。原來人名雅克在德文與丹麥文得以保持，但在俄文與英文的版本就變成了約翰，在義大利文則變了馬丁諾，考慮到與樂句之間音節搭配的問題。所以英文的翻譯把問句調到所呼喚的人名之前，而俄文的譯詞則在人名之後，並且多加了一個呼喚的音節。至於鐘聲，原文只說道早晨的鈴在響，英文版本直接翻譯。而俄文版本因為名詞區分六個格，在歌詞的第三句則加以把貪睡鬼（Соня）譯成Соне колокольчик，整句的意思變成了「你（難道）沒有聽到（催促）貪睡鬼（起床）的鐘聲」，使本來的意思顯得更明顯。此外，模擬鐘聲的擬聲詞在各國不同的翻譯版本也有點不同，似乎在斯拉夫語系裡鐘聲是用較為高頻的聲音來表現，而德文與丹麥文等日爾曼語系中則用低頻的發音。丹麥文用了b代替d作為鐘聲的聲母。

### 中文地区
“雅克弟兄”這首歌有數個中文版本。
19世纪初粤语填词的《打开蚊帐》儿歌，产生于澳门，歌词描绘生活片断、与小孩互动。。1835年容闳7岁时到澳门的教会学校上学，在澳门当地就已经接触到了《雅克兄弟》和《打开蚊帐》。
该曲被重新填词，成为现在通行的歌词，曲名也定为《两只老虎》，在华人世界中流行不衰。
1920年代北伐之前，1925年2月1日，中国青年军人联合会在广东大学大操场召开成立大会，全体合唱《国民革命歌》。1925年2月6日东征途中在东莞县召开军民千人联欢会，群唱《国民革命歌》《杀贼歌》。1925年2月20日在《中国军人》创刊号上刊登《国民革命歌》词曲全文，没有署名。旋律取自法国著名童谣《雅克兄弟》，重新填词后改名为《国民革命歌》作为国民革命军军歌。这首歌的词作者的身份至少有黄埔二期学员后任国民革命军第四军政治部宣传科科长邝鄘、留法勤工俭学近四年后归国的黄埔二期学员罗振声、黄埔一期政治教官时任建国陆海军大元师府铁甲车队党代表廖吾（廖乾五）、甘乃光4种说法。1926年7月2日广州国民政府教育行政委员会召开中央执行委员会决议通过了《请颁布国歌案》：“（甲）请教育行政会制定。（乙）先定文字后定谱。（丙）在国歌未颁布以前，卿云歌等以国民革命歌代之”。直到1930年国民政府以孙中山黄埔军校训词（即三民主义歌）为代国歌为止。1927年6月，国民党上海特别市党部宣传部呈文国民党中央党部宣传部要求修改《国民革命歌》词调，称“现时普通所谓之国民革命歌者，音调既近鄙涩，歌词亦似欠修饰”。1927年7月，中国国民党中央宣传部连续多天在《申报》《民国日报》上刊登有关征集《国民革命歌》新歌词的启事。
第一次国共内战时，共产党在其统治区發動土地革命，将此曲重新填词。
其后，中華民國海軍軍官學校在民國54年（1965年）利用此曲調作為軍歌《打倒共匪》的旋律。
上述五個中文版本陈列如下：
| 兩隻老虎 兩隻老虎，兩隻老虎， 跑得快！跑得快！ 一只沒有眼睛（或「一只没有耳朵」），一只沒有尾巴， 真奇怪！真奇怪！ | 打開蚊帳 打開蚊帳，打開蚊帳， 有隻蚊！有隻蚊！ 快啲攞把扇嚟，快啲攞把扇嚟， 撥走佢！撥走佢！ | 国民革命歌 打倒列强，打倒列强， 除軍閥！除軍閥！ 努力国民革命，努力国民革命， 齐奋斗！齐奋斗！ 工农学兵，工农学兵， 大联合！大联合！ 打倒帝国主义，打倒帝国主义， 齐奋斗！齐奋斗！ 打倒列强，打倒列强， 除军阀！除军阀！ 国民革命成功，国民革命成功， 齐欢唱！齐欢唱！ | 打倒共匪 打倒共匪，打倒共匪 保國家，保國家， 固守台灣基地，完成反攻大陸， 真高興，真高興。 | 土地革命 打倒土豪，打倒土豪， 分田地！分田地！ 我们要做主人，我们要做主人， 真欢喜！真欢喜！ |

### 越南
| Kìa con bướm vàng (漢譯：看黄蝴蝶) Kìa con bướm vàng (看黄蝴蝶) Kìa con bướm vàng (看黄蝴蝶) Xòe đôi cánh (展雙翅) Xòe đôi cánh (展雙翅) Tung cánh bay năm ba vòng (展翅飛三五圈) Tung cánh bay năm ba vòng (展翅飛三五圈) Ta ngồi xem... (坐着看) Ta ngồi xem. (坐着看) |

## 文化影響
- 古斯塔夫·马勒的《D大调第一交响曲》第三乐章中，雅克弟兄的曲調由大調變成小調，並用低音提琴将旋律演绎为一首葬礼进行曲[1]。
- 在《星际旅行》电视剧集《下一代》中的一集《灾难》中，让-吕克·皮卡尔舰长用《雅克弟兄》来让与他一同被困在涡轮电梯中的孩子们镇静下来。
- 馬來西亞歌手曹格在其歌曲《兩隻戀人》的副歌部分沿用《雅克弟兄》的曲調，而副歌歌詞亦與《雅克弟兄》押韻。
- 韓國女團NMIXX在其歌曲《Young, Dumb, Stupid》的副歌部分沿用《雅克弟兄》的曲調。
- 環遊世界八十天2004年電影菲力弗格一行人在蘭州糟蠍子幫俘虜的片段，成龍飾演的帕斯巴德有唱《賈克修士》，但最後兩句唱錯被茉莉拉羅糾正。
- 哈佛大学哈佛东亚语言文明系根据该歌改编了中国历史朝代歌：“商周秦汉，商周秦汉，隋唐宋，隋唐宋。元明清Republic（中华民国），元明清Republic，毛泽东，毛泽东。”[21]

## 外部連結
- 不同《雅克弟兄》的音樂影片 （页面存档备份，存于）